# Ranto Diur
Ranto Diur is een bestuurslaag in het regentschap Aceh Tenggara van de provincie Atjeh, Indonesië. Ranto Diur telt 253 inwoners (volkstelling 2010).